# Cuphea micropetala
Cuphea micropetala es una especie de pequeño arbusto de la familia Lythraceae. 

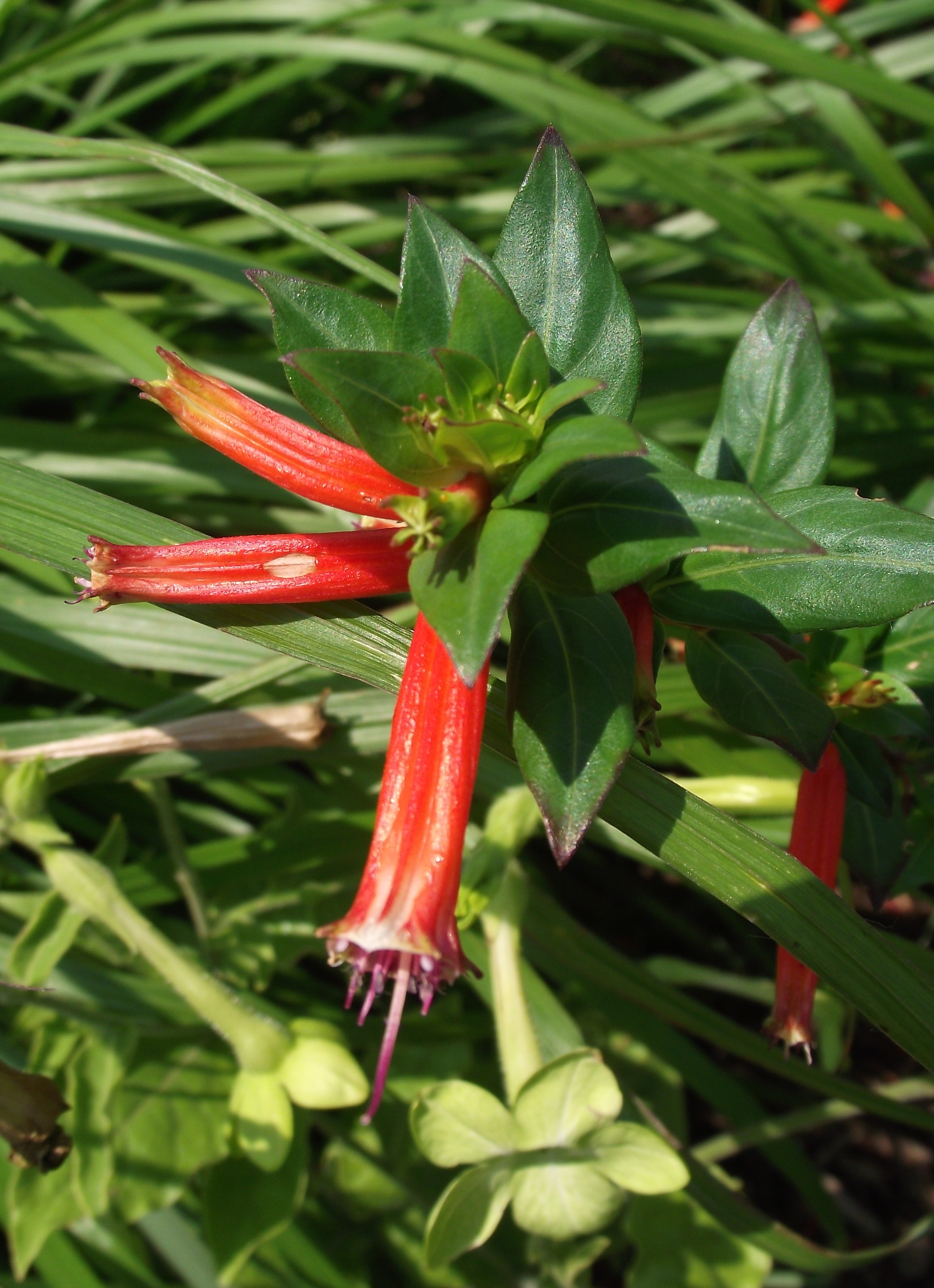
Detalle de las flores

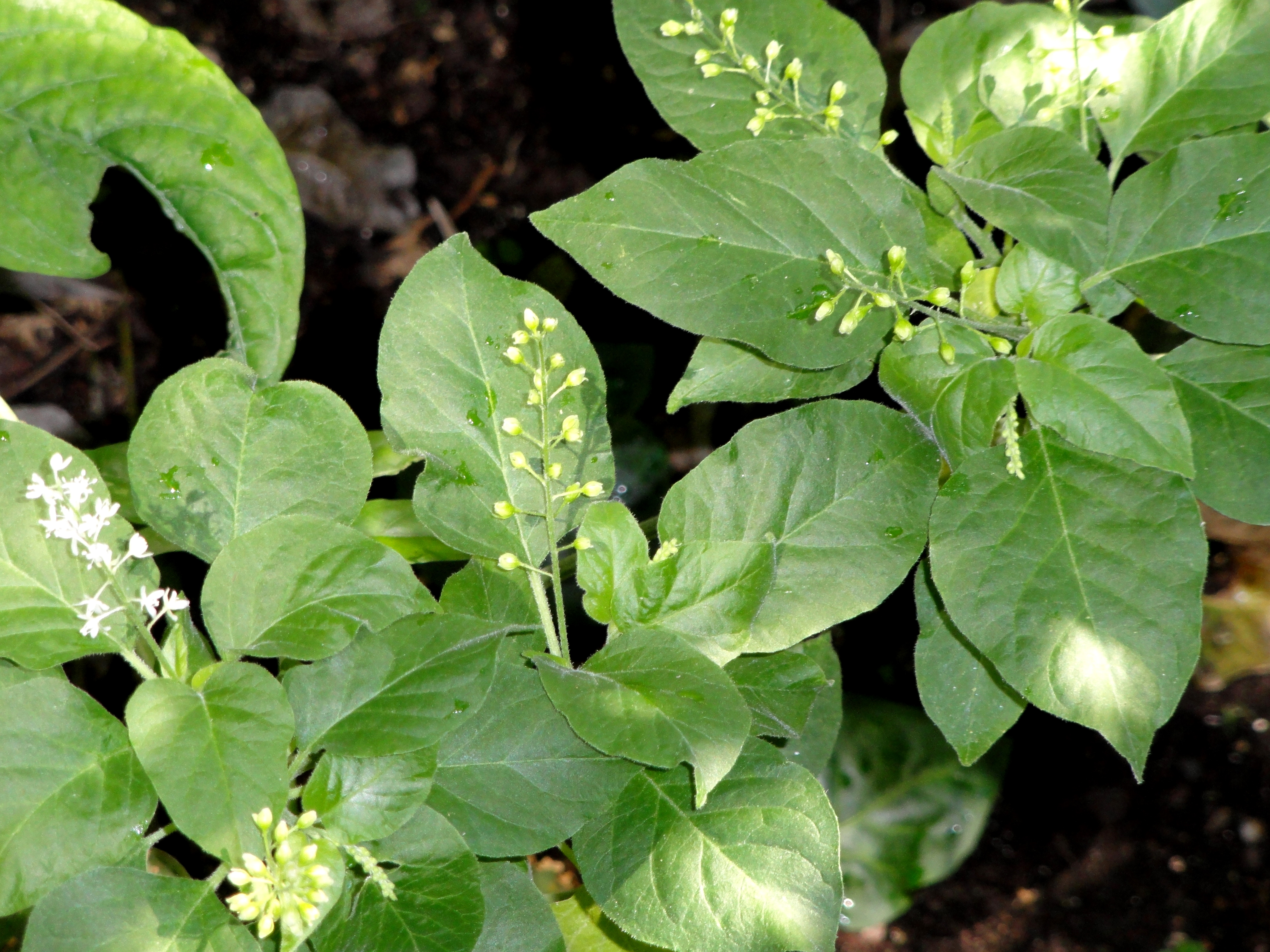
Hojas

## Descripción
Son plantas anuales que alcanzan un tamaño de 30 a 60 cm de altura. Las hojas son más largas que anchas. Las flores son de color amarillo y rojo en la base y están agrupadas en las partes terminales de la planta.

## Distribución y hábitat
Origen desconocido, se distribuye por Asia y México. Presente en climas semicálidos y templados, entre los 600 y los 1900 m s. n. m. Crece a orilla de arroyos, asociada al bosque mesófilo de montaña, bosques de encino y de pino.

## Propiedades
En Puebla se aplica contra la tos y para limpiar a las mujeres de parto reciente. En Morelos, para curar el hígado y el bazo, se hierven las ramas y se hace una infusión de la que se bebe un "pocillo" en ayunas durante 15 días. En general, la parte medicinal empleada en esta especie son las hojas.

## Taxonomía
Cuphea micropetala fue descrita por Carl Sigismund Kunth y publicado en Nova Genera et Species Plantarum (quarto ed.) 6: 209, t. 551. 1823.
Sinonimia
- Cuphea apetala Koehne
- Cuphea ciliata Link ex Koehne
- Cuphea eminens Planch. & Linden
- Cuphea jorullensis Hook.
- Cuphea micropetala var. hirtella Koehne
- Cuphea strumosa Moç. & Sessé ex DC.
- Parsonsia micropetala (Kunth) Standl.[3]

## Nombres comunes
- Achanclán, clanchana, olanchana, tara.[1]